# Anisodes cora
Anisodes cora là một loài bướm đêm trong họ Geometridae.